# Tilloy-lez-Cambrai
Tilloy-lez-Cambrai és un municipi francès, situat a la regió dels Alts de França, al departament del Nord. L'any 2006 tenia 618 habitants.

## Demografia
| 1962                                       | 1968 | 1975 | 1982 | 1990 | 1999 | 2006 |
| ------------------------------------------ | ---- | ---- | ---- | ---- | ---- | ---- |
| 383                                        | 402  | 446  | 552  | 583  | 670  | 618  |
| Des de 1962: població sense dobles comptes |      |      |      |      |      |      |

## Administració
| Període   | Identitat         | Partit |
| --------- | ----------------- | ------ |
| 1945-1969 | Henri Soyez       | SFIO   |
| 1969-1995 | Jean-Marie Soyez  |        |
| 1995-2008 | Lucien Leveaux    |        |
| 2008-     | Jean Pierre Lagon |        |